# Leuver
Een leuver is een soort haak die gebruikt wordt om op een zeilschip de fok aan het voorstag te bevestigen. Oudere typen waren uitgevoerd als musketonhaak, maar inmiddels zijn er allerlei uitvoeringen die eenvoudig aan het voorlijk van de fok vastgezet kunnen worden en het bevestigen van de fok vergemakkelijken.